# Toni Šunjić
Toni Šunjić (Mostar, 15. prosinca 1988.) bosanskohercegovački je nogometaš. Trenutačno igra za Zrinjski Mostar.

## Karijera
Šunjić je igrač koji je ponikao u omladinskoj školi Zrinjskog, a u dresu prve momčadi debitirao je u Beogradu protiv Partizana (0:5). U sezoni 2007./2008., u kojoj je Zrinjski osvojio Kup BiH, uglavnom je ulazio s klupe, dok je standardan postao u sezoni 2008./2009. u kojoj je Zrinjski osvojio naslov prvaka. U prošloj sezoni od strane navijača dobio je trofej “Filip Šunjić-Pipa”, a od dresa Zrinjskog oprostio se upisavši ukupno 89 nastupa. Mostarac je nastupio s bosanskohercegovačkom reprezentacijom na Svjetskom prvenstvu u Brazilu.

## Vanjske poveznice
- Profil na Tramsfermarktu
- Profil na Soccerwayu